# .um
.um was het achtervoegsel van domeinen van websites uit de Kleine afgelegen eilanden van de Verenigde Staten.
Sinds 2007 is het domein inactief, omdat de registrar, de Universiteit van Zuid-Californië, niet langer de verantwoordelijkheid wenst te dragen.